# Championnats du monde de snowboard 2001
Les championnats du monde de snowboard 2001 se tiennent à Madonna di Campiglio, dans le Trentin-Haut-Adige (Italie).

## Résultats

### Hommes
| Épreuves           | Or                          | Argent                  | Bronze                       |
| ------------------ | --------------------------- | ----------------------- | ---------------------------- |
| Slalom Parallèle   | Gilles Jaquet, Suisse       | Daniel Biveson, Suède   | Stefan Kaltschuetz, Autriche |
| Slalom G Parallèle | Nicolas Huet, France        | Mathieu Chiquet, France | Anton Pogue, États-Unis      |
| Slalom G           | Jasey Jay Anderson, Canada  | Dejan Kosir, Slovénie   | Walter Feichter, Italie      |
| Cross              | Guillaume Nantermod, Suisse | Markus Ebner, Allemagne | Alexander Maier, Autriche    |
| Halfpipe           | Kim Christiansen, Norvège   | Daniel Franck, Norvège  | Markus Hurme, Finlande       |

### Femmes
| Épreuves           | Or                    | Argent                     | Bronze                              |
| ------------------ | --------------------- | -------------------------- | ----------------------------------- |
| Slalom Parallèle   | Karine Ruby, France   | Isabelle Blanc, France     | Carmen Ranigler, Italie             |
| Slalom G Parallèle | Ursula Bruhin, Suisse | Rosey Fletcher, États-Unis | Manuela Riegler, Autriche           |
| Slalom G           | Karine Ruby, France   | Isabelle Blanc, France     | Dagmar Mair Unter der Eggen, Italie |
| Cross              | Karine Ruby, France   | Emmanuelle Duboc, France   | Dominique Vallée, Canada            |
| Halfpipe           | Doriane Vidal, France | StineB. Kjeldaas, Norvège  | Sari Grönholm, Finlande             |

## Tableau des médailles
| Rang | Nation     | Or | Argent | Bronze | Total |
| ---- | ---------- | -- | ------ | ------ | ----- |
| 1    | France     | 5  | 4      | 0      | 9     |
| 2    | Suisse     | 3  | 0      | 0      | 3     |
| 3    | Norvège    | 1  | 2      | 0      | 3     |
| 4    | Canada     | 1  | 0      | 1      | 2     |
| 5    | États-Unis | 0  | 1      | 1      | 2     |
| 6    | Allemagne  | 0  | 1      | 0      | 1     |
| 6    | Slovénie   | 0  | 1      | 0      | 1     |
| 6    | Suède      | 0  | 1      | 0      | 1     |
| 9    | Autriche   | 0  | 0      | 3      | 3     |
| 9    | Italie     | 0  | 0      | 3      | 3     |
| 11   | Finlande   | 0  | 0      | 2      | 2     |